# Virginia Louise Trimble
Virginia Louise Trimble (Los Angeles, 15 novembre 1943) è un'astronoma statunitense, specializzata nella struttura e nell'evoluzione delle stelle e delle galassie. Ha pubblicato più di 600 lavori in astrofisica, e dozzine di altri lavori nella storia di altre scienze. È famosa per una rassegna annuale di ricerca astronomica e astrofisica pubblicata nell'Astronomical Society of the Pacific,  e per fornire spesso recensioni riassuntive alle conferenze astrofisiche.
Nel 2018 è stata eletta Patrona dell'American Astronomical Society, per i suoi molti anni di contributi intellettuali, organizzativi e finanziari alla società.
L'asteroide della fascia principale 9271 Trimble, scoperto dagli astronomi Eleanor Helin e Schelte Bus nel 1978, è stato chiamato così in suo onore. La citazione ufficiale è stata pubblicata dal Minor Planet Center il 31 gennaio 2018 (M.P.C. 108696).

## Biografia
Trimble "è cresciuta figlia unica di un padre chimico e di una madre con un talento per le lingue, a breve distanza in auto sia dall'UCLA che dal Caltech". Mentre frequentava l'UCLA nel 1962, è stata oggetto di un articolo di Life intitolato "Dietro un bel viso, un 180 QI". L'anno seguente, è stata selezionata per promuovere lo show televisivo The Twilight Zone come "Miss Twilight Zone" in un tour pubblicitario nazionale.

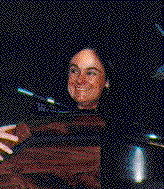
Virginia Trimble ad una cerimonia nel 1995

Ha conseguito la laurea presso l'UCLA nel 1964 e il dottorato di ricerca presso il California Institute of Technology nel 1968. A quel tempo, il California Institute of Technology non ammetteva studentesse "tranne in circostanze eccezionali", e lei fu solo la seconda donna a cui fu permesso l'accesso all'Osservatorio Palomar. Dopo un anno di insegnamento allo Smith College e due anni di lavoro post-dottorato presso l'Institute of Theoretical Astronomy di Cambridge, Trimble è entrata a far parte della facoltà dell'Università della California, Irvine nel 1971, con il ruolo di professoressa di astronomia. Nel 1972 incontrò e 11 giorni dopo sposò il professor Joseph Weber, all'Università del Maryland, un pioniere della fisica delle onde gravitazionali. Da allora fino alla sua morte nel 2000, ha trascorso metà di ogni anno accademico come visiting professor presso l'Università del Maryland.  È stata vicepresidente del Comitato Esecutivo dell'Unione Astronomica Internazionale dal 1994 al 2000, e vicepresidente dell'American Astronomical Society dal 1997 al 2000.

## Onorificenze
- 1986 - NAS Award for Scientific Reviewing  "per aver informato e illuminato la comunità astronomica con le sue numerose, complete, accademiche e letterate recensioni, che hanno chiarito molte complesse questioni astrofisiche".[13]
- 2001 - Klopsteg Memorial Award dall'American Association of Physics Teachers, "per la sua leadership, i suoi contributi alla letteratura e la sua dedizione come insegnante".[14]
- 2010 - Premio George Van Biesbroeck  per i "molti anni di servizio dedicato alle comunità nazionali e internazionali degli astronomi, comprese le sue valutazioni esperte dei progressi in tutti i campi dell'astrofisica e il suo ruolo significativo nel sostenere organizzazioni, consigli di amministrazione, comitati e fondazioni nella causa dell'astronomia".[15]
- 2019 -  Andrew Gemant Award dall'American Institute of Physics (AIP).[16]
- 2020 - eletta Legacy Fellow dell'American Astronomical Society.[17]
- 2024 - Premio Abraham Pais 2024 per la storia della fisica dall'American Physical Society.[18]

## Opere scelte
- (EN) Virginia Trimble, Visit to Small Universe, Springer Science & Business Media, 1992, ISBN 978-0-88318-792-0.
- (EN) Virginia Trimble, Existence and nature of dark matter in the universe, in Annual Review of Astronomy and Astrophysics, vol. 25, 1987,  pp. 425-472.
- (EN) Carl J. Hansen, Steven D. Kwaler e Virginia Trimble, Stellar Interiors: Physical Principles, Structure, and Evolution, Springer, 2012, ISBN 978-1-4419-9110-2.
- (EN) Virginia Trimble, The origin and abundances of the chemical elements, in Reviews of Modern Physics, vol. 47, 1975,  p. 877.
- (EN) Motions and structure of the filamentary envelope of the Crab Nebula.
- (EN) Virginia Trimble, Thomas R. Williams, Katherine Bracher, Richard Jarrell, Jordan D. Marché e F.Jamil Ragep, Biographical Encyclopedia of Astronomers, Springer, 2009, ISBN 978-0-387-35133-9.